# دوده

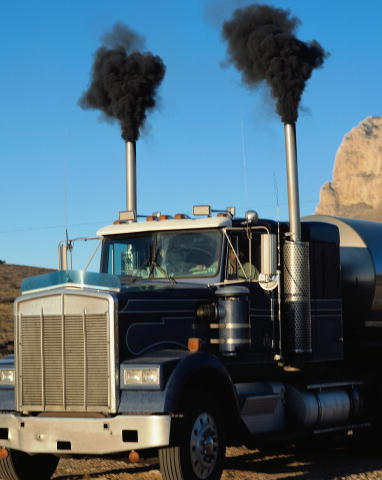
دوده ناشی از سوخت دیزل

دوده مخلوط کربن و مواد آلی دیگر است که از سوختن ناقص (سوختن بدون حضور کافی اکسیژن سوختن ناقص است خلاف سوختن کامل که اکسیژن کافی برای واکنش با ماده سوختنی دارد) هیدروکربن‌های سنگین تولید می‌شود.
زمانی که هیدروکربن‌ها با اکسیژن بسیار پایین در غالب سوختن ناقص سوخته می‌شوند دوده به عنوان فراوردهٔ فرعی به وجود می‌آید.
همان‌طور که گفته شده دوده از سوختن ناقص هیدروکربن‌های سنگین به وجود می‌آید پس آلکان‌ها (هیدروکربن‌های سیر شده) با مولوکول‌های کوچک و سبک و با رنگ آبی-زرد می‌سوزند تولید دوده زیاد نمی‌کنند.
دوده همان عنصر کربن حاوی ایزوتوپ‌های ۱۲و ۱۳ و بسیار تا بسیار کمی از ۱۴ هست که به علت رادیواکتیویته با درصد فراوانی ۱ در میلیارد در دوده بسیار کم وجود دارد (البته باید به این نکته اشاره کرد که کربن حاوی ۱۵ ایزوتوپ بوده که ایزوتوپ‌های ۱۲ و ۱۳ به‌طور هسته پایدار در طبیعت یافت شده و ایزوتوپ ۱۴، ایزوتوپ طبیعی رادیواکتیویته آن است که ۵۷۳۰ سال نیمه عمر آن است همان‌طور که از نظر محاسباتی واپاشی هسته ای آگاه هستید ثابت سرعت واپاشی آن با این نیمه عمر حدود 3.9E-۱۲ ثانیه اینورس است که ناپایداری ان را از نظر سینتیکی می‌توان بررسی کرد، رابطه محاسباتی آن به شرح ذیل است:
{\displaystyle ln(A)-ln(A.)=-kt}
)فرق اساسی دوده با آلوتروپ‌های کربن (گرافیت، الماس، فولرن، گرافن) نداشتن یکپارچگی در ساختار بلورین است، دوده انواع ساختارها را از هر ۴ آلوتروپ دارا می‌باشد و این به هم ریختگی کریستالی وجود گازهای انتشار یافته در واکنش یا وجود گازهای مختلف در سیستم و فشار کم این از هم گسیختگی را در آن بوجود آورده که باعث شده نه تنها حاوی بلور منظم نباشد بلکه از انواع بلورها در آن دیده شود.
(گیر افتادن مولکول‌ها در فولرن نشان از این موضوع دارد - ترکیب Li@C60 را ملاحظه کنید)
همان‌طور که گفته شده‌است، دوده معمولاً از سوختن ناقص هیدروکربن‌ها از خانواده آلیافاتیک‌ها و حتی آروماتیک‌ها و … حاصل می‌شود و علت آن کمبود اکسیژن برای سوختن هست و بسیاری از عوامل در تعیین میزان آن در واکنش شیمیایی مؤثر بوده و حتی با داشتن فرمول سوبسترا و به عبارتی واکنشگر و میزان اکسیژن سیستم نمی‌توان تعیین کرد که چه میزان دوده یا کربن منوکسید یا کربن دی‌اکسید حاصل شده‌است، برای مثال به واکنش‌های زیر دقت کنید:
{\displaystyle {\ce {C6H6 + 5O2 -> 1C + 3CO + 2 CO2 +3H2O}}}
{\displaystyle {\ce {C6H6 + 5O2 -> 2C + 1CO + 3CO2 + 3H2O}}}
And ...
- (فلش رفت و مساعد بودن بسیار زیاد واکنش به سمت رفت، واکنش را به سمت کامل شدن می‌برد اما دانستن این نکته ضروری است که تمامی واکنش‌ها در طبیعت نه کاملاً تعادلی اند و نه کاملاً کامل و علت آن مغیارت آنتروپی جهان با صفر است ومثبت بودن مقدار آن است، سندیت این نکته رابطه ذیل است:
- {\displaystyle 0<dSuniv=dGuniv}

)همان‌طور که در واکنشات بالا ملاحظه می‌کنید، با میزان برابر از سوبسترا و میزان اکسیژن موجود در سیستم و ایده ال‌ترین حالت واکنش ما نسبت‌های متفاوتی از محصولات کسب می‌کنیم اما برای تعیین میزان دوده و کربن منوکساید به‌طور آزمایشگاهی باید آنالیز و تعیین وزن سنجی با طیف‌سنج جرمی و … انجام داد اما به‌طور تعوری و با دقت کم برای آزمایشگاه با داشتن وزن مجموع کربن منوکساید و دوده با سوزاندن کامل آن‌ها و بدست آوردن جرم کربن دی اکساید با حل ۲ معادله دو مجهول شما به مقدار آن دست پیدا می‌کنید روش‌های مختلف دیگری نیز وجود دارد از جمله تعیین مقدار با میزان pH و وارد کردن آن به تعادل‌های دیگر.